# Adobe Audition
Adobe Audition（アドビ オーディション）は、アドビの波形編集ソフトウェア。特徴として、マルチトラックレコーディング、非破壊編集と破壊形の波形編集環境が挙げられる。
前身はSyntrillium Software社のCool Edit Proであり、2003年、アドビによる技術買収を経て現在に至る。CS5まではSoundboothに統合されていたが、CS5.5でAuditionが復活し、Soundboothは廃止された。